# 주건 (전한)
주건(朱建, ? ~ 기원전 177년)은 전한 초의 정치가로, 초(楚)나라 사람이다.

## 생애

### 회남상 시절
일찍이 회남왕(淮南王) 영포의 재상으로 있었으나, 죄를 지어 파면되었다가 다시 섬겼다. 영포가 반란을 일으키려 할 때 이를 말렸으나, 영포는 양보후(梁父侯)의 말을 좇아 반란을 일으켰다. 한나라에서는 반란을 진압하고 영포를 죽였으나, 주건은 사면되었다.

### 육고의 도움
주건은 말재주가 뛰어나고 강직한 사람이었다. 주건이 장안에 살 무렵, 벽양후(辟陽侯) 심이기는 행실이 바르지 않았지만 여태후의 총애를 받고 있었다.
어느 날, 주건의 어머니가 죽었다. 육고는 평소에 주건과 친하여 문상을 갔는데, 주건은 집이 가난하여 장례도 치르지 못하고 있었다. 육고는 주건이 장례를 치를 수 있도록 해준 뒤, 심이기를 찾아가 주건의 부음을 전하고는 이를 축하하였다. 심이기가 축하하는 이유를 묻자, 이렇게 답하였다.
| “ | 전날 당신이 평원군(平原君)과 사귀려 했으나, 평원군이 의리를 지킨 것은 그의 어머니 (에 대한 효심) 때문이었습니다. 그런데 지금 어머니께서 돌아가셨으니, 당신이 정성을 다해 조의를 표한다면 평원군은 당신을 위하여 죽을 것입니다. | ” |

심이기는 육고의 말을 옳게 여겨, 문상하며 100금을 조의금으로 냈다. 열후와 귀인들도 심이기의 체면을 보아 조의금을 보내니, 500금이나 되었다.

### 심이기를 구하다
심이기가 여태후의 총애를 받으니, 어떤 사람이 혜제에게 심이기를 헐뜯었다. 혜제는 몹시 노하여 형리로 하여금 벽양후를 죽이게 하였는데, 여태후는 부끄러워 아무 말도 하지 못했다. 대신들 또한 심이기를 미워했기 때문에, 그가 죽기를 바랐다. 다급해진 벽양후는 주건에게 사람을 보냈다. 그러나 주건은 거절하며 말하였다.
| “ | 사안이 긴급하니, 당신을 만날 처지가 아닙니다. | ” |

곧바로 주건은 혜제가 아끼는 신하 굉유(閎孺)를 찾아가 말하였다.
| “ | 당신이 황제의 총애를 받는 것은 천하 사람이 다 알고 있습니다. 지금 벽양후가 형리에게 넘겨졌는데, 사람들은 한결같이 벽양후를 참소한 자가 당신이라고 합니다. 벽양후가 죽으면 태후께서는 내일이라도 당신을 죽일 텐데, 어째서 당신은 벽양후를 위해 황제께 용서를 구하지 않습니까? 만일 황제께서 벽양후를 풀어주신다면 태후께서는 기뻐하실 것이고, 그러면 황제와 태후 모두 당신을 어여삐 여기실 테니 당신의 부귀는 더욱 늘어날 것입니다. | ” |

굉유는 주건의 말을 듣고 몹시 두려워하여, 바로 혜제에게 심이기를 풀어줄 것을 간청하였다. 이에 혜제는 심이기를 풀어주었다.
한편 심이기는 자기가 옥에 갇혔을 때 주건이 만나주지 않으니 자신을 배신한 줄 알고 몹시 화가 나 있었는데, 주건의 계책이 성공하니 크게 놀랐다. 이후 여태후가 죽고 대신들은 여씨 일족을 죽였지만, 심이기만은 목숨을 보전하였다. 이는 모두 주건과 육고가 힘쓴 덕분이었다.

### 죽음
문제 3년(기원전 177), 회남왕 유장이 심이기를 죽이고 그의 죄를 문제에게 아뢰었다. 문제는 심이기의 빈객인 주건이 심이기를 위하여 계책을 세웠다는 이야기를 듣고, 그를 붙잡아 죄상을 밝히도록 하였다. 주건이 형리가 집 앞에 와 있다는 말을 듣고 스스로 목숨을 끊으려 하니, 여러 아들과 관리들이 말렸다.
| “ | 일이 어떻게 될지 아직 모릅니다. 어찌 섣불리 목숨을 끊으려 하십니까? | ” |

| “ | 내가 죽으면 너희에게 화가 미치지 않을 것이다. | ” |

주건은 마침내 스스로 목을 찌르고 죽었다. 본래 주건을 죽일 생각이 없었던 문제는 이를 슬퍼하였고, 주건의 아들을 불러 중대부(中大夫)로 삼았다. 그는 흉노에 사신으로 갔는데, 무례한 태도를 보이는 선우를 꾸짖었다가 그곳에서 죽었다.